# Anthony Pilkington
Pour les articles homonymes, voir Pilkington.
Anthony Pilkington, né le 6 juin 1988 à Blackburn (Angleterre), est un footballeur international irlandais qui évolue au poste de milieu de terrain.
Il est également de nationalité britannique.

## Statistiques
| Saison                | Club                  | Championnat           | Championnat | Championnat | Coupe(s) nationale(s) | Coupe(s) nationale(s) | Compétition(s) continentale(s) | Compétition(s) continentale(s) | Compétition(s) continentale(s) | Total | Total |
| Saison                | Club                  | Division              | M.          | B.          | M.                    | B.                    | Comp.                          | M.                             | B.                             | M.    | B.    |
| 2006-2007             | Stockport County      | League Two            | 24          | 5           | 0                     | 0                     | -                              | -                              | -                              | 24    | 5     |
| 2007-2008             | Stockport County      | League Two            | 29          | 6           | 8                     | 2                     | -                              | -                              | -                              | 37    | 8     |
| 2008-jan. 2009        | Stockport County      | League One            | 24          | 5           | 6                     | 1                     | -                              | -                              | -                              | 30    | 6     |
| Jan. 2009-2009        | Huddersfield Town     | League One            | 16          | 2           | 0                     | 0                     | -                              | -                              | -                              | 16    | 2     |
| 2009-2010             | Huddersfield Town     | League One            | 43          | 7           | 8                     | 2                     | -                              | -                              | -                              | 51    | 9     |
| 2010-2011             | Huddersfield Town     | League One            | 31          | 10          | 9                     | 4                     | -                              | -                              | -                              | 40    | 14    |
| 2011-2012             | Norwich City          | Premier League        | 30          | 8           | 2                     | 0                     | -                              | -                              | -                              | 32    | 8     |
| 2012-2013             | Norwich City          | Premier League        | 29          | 5           | 3                     | 0                     | -                              | -                              | -                              | 32    | 5     |
| Total sur la carrière | Total sur la carrière | Total sur la carrière | 226         | 48          | 36                    | 9                     | -                              | 0                              | 0                              | 262   | 57    |

## Palmarès

### En club
- Cardiff City
  - Vice-champion d'Angleterre de D2 en 2018.

### Distinction personnelle
- Membre de l'équipe type de D3 anglaise en 2011.